# Cleovansóstenes de Aguiar
Cleovansóstenes Pereira de Aguiar (Rio Largo, 16 de agosto de 1926 - Aracaju, 07 de junho de 2018) foi um médico e político brasileiro. Foi prefeito de Aracaju de 1971 a 1975.
Foi um dos fundadores do curso de Medicina da Universidade Federal de Sergipe. Na década de 1970, foi um dos poucos médicos no estado a fazer exames de medula óssea para detectar a leishmaniose. Também contribuiu significativamente para o estudo da esquistossomose em Sergipe.
Foi membro da Academia Sergipana de Medicina.
Morreu em seu apartamento, em Aracaju, vítima de um ataque cardíaco, no fim da tarde do dia 7 de junho de 2018.